# WSAA
Koordinaten: 35° 9′ 54″ N, 84° 51′ 13″ W
WSAA oder WSAA-FM (Branding: „Air 1“) ist ein US-amerikanischer Hörfunksender aus Benton im US-Bundesstaat Tennessee. WSAA sendet Lieder mit christlichem Hintergrund auf der UKW-Frequenz 93,1 MHz. Eigentümer und Betreiber ist die Wsaa LLC.